# Liste der Schwimmeuroparekorde über 4 × 200 Meter Freistil
Die Schwimmeuroparekorde über 4 × 200 Meter Freistil sind die besten in der Schwimmdisziplin 4 × 200 m Freistil von Europäern geschwommenen Zeiten. Sie werden vom europäischen Schwimmverband LEN anerkannt. Europarekorde werden getrennt für Langbahnen (50 m) und Kurzbahnen (25 m) und getrennt für Männer und Frauen geführt. Im Folgenden wird die Europarekordentwicklung seit dem jeweils ersten anerkannten Europarekord aufgelistet.

## Langbahneuroparekorde Männer
| Nr. | Sportler                                                                     | Nation                 | Zeit     | Datum              | Ort              |
| --- | ---------------------------------------------------------------------------- | ---------------------- | -------- | ------------------ | ---------------- |
| 1   | John Derbyshire, Paul Radmilovic, William Foster, Henry Taylor               | Vereinigtes Königreich | 10:55,6  | 24. Juli 1908      | London           |
| 2   | András Wanié, István Bárány, R. Wanié, Bárány                                | Ungarn                 | 09:30,6  | 7. September 1930  | Budapest         |
| 3   | István Angyal, Ferenc Csik, Árpád Lengyel, Ödön Gróf                         | Ungarn                 | 09:14,8  | 14. Juli 1935      | Budapest         |
| 4   | Georges Vallerey junior, Jehan Vallerey, Charles Babey, Alex Jany            | Frankreich             | 09:03,4  | 12. September 1947 | Monte Carlo      |
| 5   | Olsson, Lundun, Per-Olof Östrand, P. Johansson                               | Schweden               | 09:00,5  | 14. September 1947 | Monte Carlo      |
| 6   | Imre Nyéki, Elemér Szathmáry, Géza Kádas, György Mitró                       | Ungarn                 | 08:57,4  | 19. Juni 1948      | Budapest         |
| 7   | Imre Nyéki, György Mitró, Elemér Szathmáry, Géza Kádas                       | Ungarn                 | 08:48,4  | 2. August 1948     | London           |
| 8   | Wiktor Drobinski, Leonid Meschkow, Drapei, Ushakow                           | Sowjetunion            | 08:34,7  | 10. Mai 1951       | Moskau           |
| 9   | László Gyöngyösi, György Csordás, Imre Nyéki, Géza Kádas                     | Ungarn                 | 08:45,9  | 13. Mai 1951       | Moskau           |
| 10  | Witali Sorokin, Wladimir Struschanow, Gennadi Nikolajew, Boris Nikitin       | Sowjetunion            | 08:34,7  | 3. Dezember 1956   | Melbourne        |
| 11  | Witali Sorokin, Wladimir Struschanow, Gennadi Nikolajew, Boris Nikitin       | Sowjetunion            | 08:34,5  | 3. August 1957     | Moskau           |
| 12  | Gennadi Nikolajew, Wladimir Struschanow, Boris Nikitin, Witali Sorokin       | Sowjetunion            | 08:27,1  | 14. September 1957 | Leipzig          |
| 13  | Hamilton Milton, John Martin-Dye, Richard Campion, Ian Black                 | Vereinigtes Königreich | 08:26,9  | 28. August 1960    | Rom              |
| 14  | Robert Christophe, Gérard Gropaiz, Jean Pommat, Alain Gottvallès             | Frankreich             | 08:25,8  | 21. August 1962    | Leipzig          |
| 15  | Per-Ola Lindberg, Hans Rosendahl, Lars-Erik Bengtsson, Mats Svensson         | Schweden               | 08:18,4  | 22. August 1962    | Leipzig          |
| 16  | Jan Lundin, Lester Eriksson, Mats Svensson, Per-Ola Lindberg                 | Schweden               | 08:16,2  | 17. August 1963    | Örebro           |
| 17  | Lundmark, Mats Svensson, Hans Rosendahl, Jan Lundin                          | Schweden               | 08:14,3  | 6. September 1964  | Stockholm        |
| 18  | Jean-Pascal Curtillet, Pierre Canavèse, Francis Luyce, Alain Gottvallès      | Frankreich             | 08:06,8  | 6. September 1964  | Bagnols-sur-Cèze |
| 19  | Leonid Iljitschow, Semjon Beliz-Geiman, Piertrev, Jewgeni Nowikow            | Sowjetunion            | 07:58,5  | 18. August 1969    | Magdeburg        |
| 20  | Alain Mosconi, Michel Rousseau, Bernard Gruener, Francis Luyce               | Frankreich             | 07:58,6  | 15. Juli 1967      | Paris            |
| 21  | Georgijs Kuļikovs, Semjon Beliz-Geiman, Wladimir Bure, Leonid Iljitschow     | Sowjetunion            | 07:58,5  | 18. August 1969    | Magdeburg        |
| 22  | Klaus Steinbach, Werner Lampe, Hans-Günther Vosseler, Hans Fassnacht         | BR Deutschland         | 07:41,69 | 31. August 1972    | München          |
| 23  | Klaus Steinbach, Werner Lampe, Folkert Meeuw, Peter Nocke                    | BR Deutschland         | 07:39,70 | 21. August 1974    | Wien             |
| 24  | Wladimir Bure, Wladimir Kriwzow, Alexander Samsonow, Andrei Krylow           | Sowjetunion            | 07:39,52 | 15. März 1975      | Dresden          |
| 25  | Klaus Steinbach, Werner Lampe, Hans-Joachim Geisler, Peter Nocke             | BR Deutschland         | 07:39,44 | 26. Juli 1975      | Cali             |
| 26  | Wladimir Michejew, Andrei Bogdanow, Andrei Krylow, Wladimir Bure             | Sowjetunion            | 07:34,70 | 13. März 1976      | Tallinn          |
| 27  | Andrei Smirnow, Wladimir Michejew, Wolodymyr Raskatow, Sergei Kopljakow      | Sowjetunion            | 07:33,21 | 21. Juli 1976      | Montreal         |
| 28  | Wolodymyr Raskatow, Andrei Bogdanow, Sergei Kopljakow, Andrei Krylow         | Sowjetunion            | 07:27,97 | 21. Juli 1976      | Montreal         |
| 29  | Sergei Kopljakow, Alexei Filonow, Ivar Stukolkin, Andrei Krylow              | Sowjetunion            | 07:25,71 | 8. März 1980       | Leningrad        |
| 30  | Sergei Kopljakow, Wladimir Salnikow, Ivar Stukolkin, Andrei Krylow           | Sowjetunion            | 07:23,50 | 23. Juli 1980      | Moskau           |
| 31  | Andreas Schmidt, Michael Groß, Alexander Schowtka, Thomas Fahrner            | BR Deutschland         | 07:20,40 | 23. August 1983    | Rom              |
| 32  | Michael Groß, Alexander Schowtka, Dirk Korthals, Thomas Fahrner              | BR Deutschland         | 07:20,40 | 30. Juli 1984      | Los Angeles      |
| 33  | Rainer Henkel, Michael Groß, Thomas Fahrner, Peter Sitt                      | BR Deutschland         | 07:13,10 | 19. August 1987    | Straßburg        |
| 34  | Dmitri Lepikow, Wladimir Pyschnenko, Weniamin Tajanowitsch, Jewgeni Sadowy   | Vereintes Team         | 07:11,95 | 27. Juli 1992      | Barcelona        |
| 35  | Emiliano Brembilla, Matteo Pelliciari, Andrea Beccari, Massimiliano Rosolino | Italien                | 07:10,86 | 29. Juli 2001      | Fukuoka          |
| 36  | Massimiliano Rosolino, David Berbotto, Nicola Cassio, Filippo Magnini        | Italien                | 07:09,60 | 5. August 2006     | Budapest         |
| 37  | Nicola Cassio, Marco Belotti, Emiliano Brembilla, Massimiliano Rosolino      | Italien                | 07:07,84 | 12. August 2008    | Peking           |
| 38  | Nikita Lobinzew, Jewgeni Lagunow, Danila Isotow, Alexander Suchorukow        | Russland               | 07:03,70 | 13. August 2008    | Peking           |
| 39  | Nikita Lobinzew, Michail Polischtschuk, Danila Isotow, Alexander Suchorukow  | Russland               | 06:59,15 | 31. Juli 2009      | Rom              |
| 40  | Thomas Dean, James Guy, Matthew Richards, Duncan Scott                       | Vereinigtes Königreich | 06:58,58 | 28. Juli 2021      | Tokio            |

(Diese Liste ist noch unvollständig)

## Langbahneuroparekorde Frauen
| Nr. | Sportler                                                              | Nation                 | Zeit     | Datum           | Ort       |
| --- | --------------------------------------------------------------------- | ---------------------- | -------- | --------------- | --------- |
| 1   | Astrid Strauß, Birgit Meineke, Cornelia Sirch, Kristin Otto           | DDR                    | 08:02,27 | 22. August 1982 | Rom       |
| 2   | Astrid Strauß, Nadja Bergknecht, Manuela Stellmach, Heike Friedrich   | DDR                    | 07:59,33 | 17. August 1986 | Madrid    |
| 3   | Manuela Stellmach, Astrid Strauß, Anke Möhring, Heike Friedrich       | DDR                    | 07:55,47 | 18. August 1987 | Straßburg |
| 4   | Petra Dallmann, Daniela Samulski, Britta Steffen Annika Liebs         | Deutschland            | 07:50,82 | 3. August 2006  | Budapest  |
| 5   | Alena Popchanka, Céline Couderc, Camille Muffat, Coralie Balmy        | Frankreich             | 07:50,37 | 13. August 2008 | Peking    |
| 6   | Renata Spagnolo, Alessia Filippi, Flavia Zoccari, Federica Pellegrini | Italien                | 07:49,76 | 14. August 2008 | Peking    |
| 7   | Caitlin McClatchey, Jazmin Carlin, Hannah Miley, Rebecca Adlington    | Vereinigtes Königreich | 07:49,04 | 30. Juli 2009   | Rom       |
| 8   | Joanne Jackson, Jazmin Carlin, Caitlin McClatchey, Rebecca Adlington  | Vereinigtes Königreich | 07:45,51 | 30. Juli 2009   | Rom       |

(Diese Liste ist noch unvollständig)

## Kurzbahneuroparekorde Männer
| Nr. | Sportler                                                                  | Nation          | Zeit     | Datum             | Ort        |
| --- | ------------------------------------------------------------------------- | --------------- | -------- | ----------------- | ---------- |
| 1   | Pieter van den Hoogenband, Johan Kenkhuis, Martijn Zuijdweg, Marcel Wouda | Niederlande     | 07:04,48 | 2. April 1999     | Hongkong   |
| 2   | Edward Sinclair, Marc Spackman, Paul Palmer, Jamie Salter                 | Verein. Königr. | 07:03,06 | 17. März 2000     | Athen      |
| 3   | Massimiliano Rosolino, Matteo Pelliciari, Nicola Cassio, Filippo Magnini  | Italien         | 06:59,08 | 6. April 2006     | Shanghai   |
| 4   | Robert Renwick, David Carry, Andrew Hunter, Ross Davenport                | Verein. Königr. | 06:56,52 | 10. April 2008    | Manchester |
| 5   | Nikita Lobinzew, Danila Isotow, Jewgeni Lagunow, Alexander Suchorukow     | Russland        | 06:49,04 | 16. Dezember 2010 | Dubai      |

(Diese Liste ist noch unvollständig)

## Kurzbahneuroparekorde Frauen
| Nr. | Sportler                                                                 | Nation          | Zeit     | Datum             | Ort        |
| --- | ------------------------------------------------------------------------ | --------------- | -------- | ----------------- | ---------- |
| 1   | Johanna Sjöberg, Josefin Lillhage, Louise Jöhncke, Malin Nilsson         | Schweden        | 07:56,04 | 17. April 1997    | Göteborg   |
| 2   | Josefin Lillhage, Louise Jöhncke, Johanna Sjöberg, Malin Svahnström      | Schweden        | 07:51,70 | 1. April 1999     | Hongkong   |
| 3   | Karen Pickering, Karen Legg, Nicola Jackson, Claire Huddart              | Verein. Königr. | 07:49,11 | 16. März 2000     | Athen      |
| 4   | Karen Legg, Janine Belton, Joanne Jackson, Karen Pickering               | Verein. Königr. | 07:47,14 | 11. August 2001   | Norwich    |
| 5   | Inge Dekker, Femke Heemskerk, Marleen Veldhuis, Ranomi Kromowidjojo      | Niederlande     | 07:38,90 | 9. April 2008     | Manchester |
| 6   | Camille Muffat, Coralie Balmy, Mylène Lazare, Ophélie-Cyrielle Étienne   | Frankreich      | 07:38,33 | 15. Dezember 2010 | Dubai      |
| 7   | Inge Dekker, Femke Heemskerk, Ranomi Kromowidjojo, Sharon van Rouwendaal | Niederlande     | 07:32,85 | 3. Dezember 2014  | Doha       |

(Diese Liste ist noch unvollständig)